# 拉克莱特
拉克莱特（法語：La Clayette，法語發音：[la klɛt]），法国东部市镇，位于勃艮第-弗朗什-孔泰大区索恩-卢瓦尔省，隶属于沙罗勒区，其市镇面积为3.12平方公里，2022年1月1日时人口数量为1,596人，在法国城市中排名第6,495位。
拉克莱特位于索恩-卢瓦尔省南部，是一个区域性的中心城市，多条公路在此交汇。拉克莱特因同名城堡而闻名，近现代则因塔式起重机生产而兴盛。

## 地名来源
“Clayette”一名出自高卢语单词“clēta”，其对应的现代法语单词为“claie”，意为“过水的栅栏”。“La Clayette”自1801年起成为当地的官方名称，在此之前，当地的地名拼写为“Laclayete”。
该地名“La Clayette”发音特殊，其发音为[la klɛt]而非[la klajɛt]，但因翻译标准不同，“La Clayette”在《世界地名译名词典》等中文资料中被译为拉克拉耶特。

## 历史

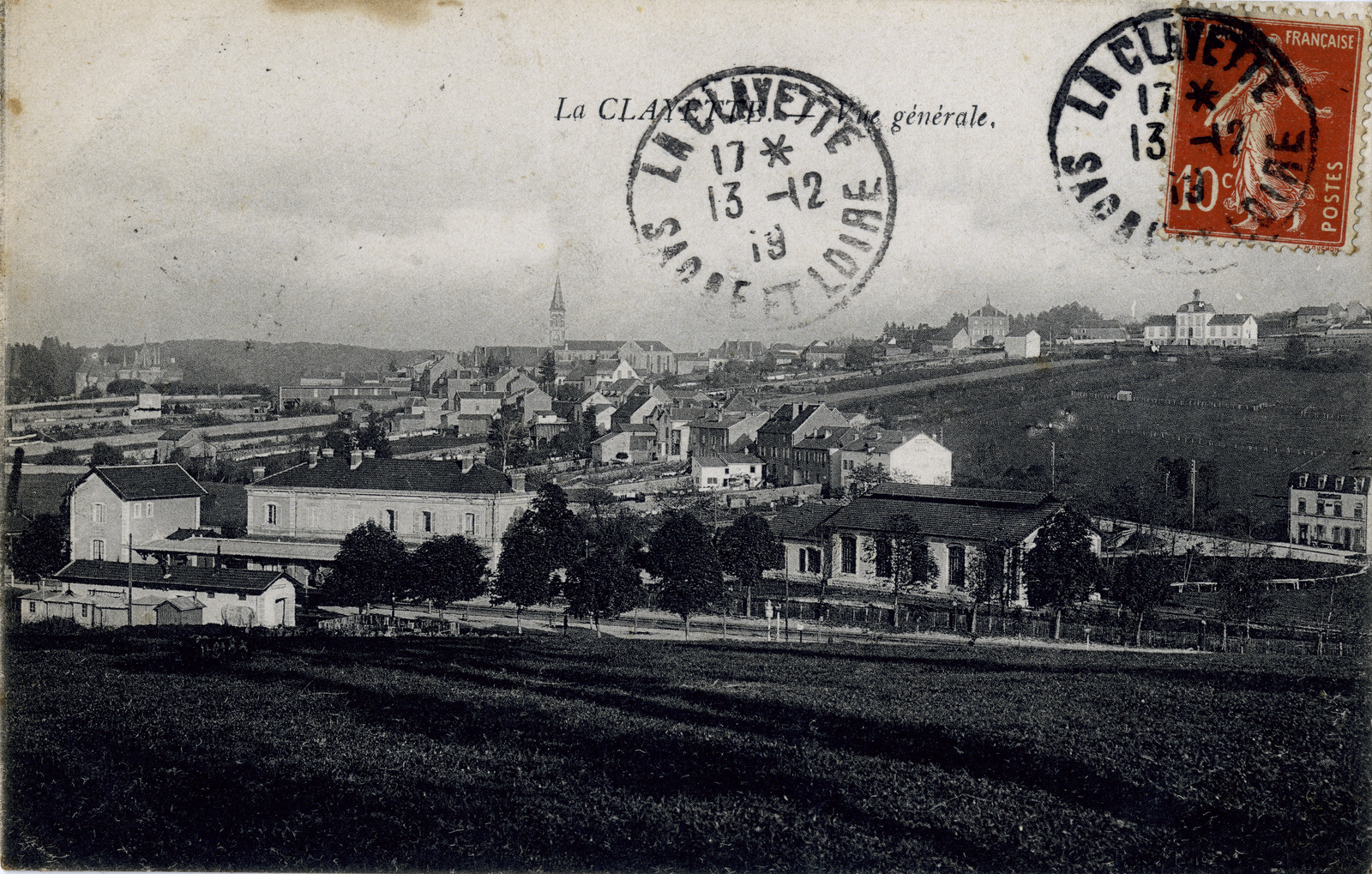
20世纪初的拉克莱特

根据当地地方史学家弗朗克·纳代尔先生（Franck NADEL）的论述，拉克莱特最初于公元13世纪被提及，彼时当地为瓦雷讷苏丹堂区的一部分。1354年，在约翰二世的允许下，当地领主让·德莱斯皮纳斯（Jean de Lespinasse）在一处名叫“La Claete”的湖畔兴建了家族宅邸，其后代成员于1380年将其扩建为拉克莱特城堡。法兰西国王路易十一和弗朗索瓦一世分别于1470年和1524年在此过夜。18世纪时，拉克莱特城堡附近兴建了小教堂。法国大革命后，拉克莱特从瓦雷讷苏丹堂区单独划出，成为索恩-卢瓦尔省的一个独立市镇。工业革命期间，途径拉克莱特附近的帕赖勒莫尼亚勒－日沃尔铁路建成通车，该铁路是巴黎和里昂间的辅助通道。1930年，法国企业家福斯坦·波坦在拉克莱特境内创建了一处塔式起重机工厂，鼎盛时期有八百名员工。该工厂于2014年关闭。
在行政区划方面，拉克莱特在1801至2015年间为拉克莱特县的县治。

## 地理

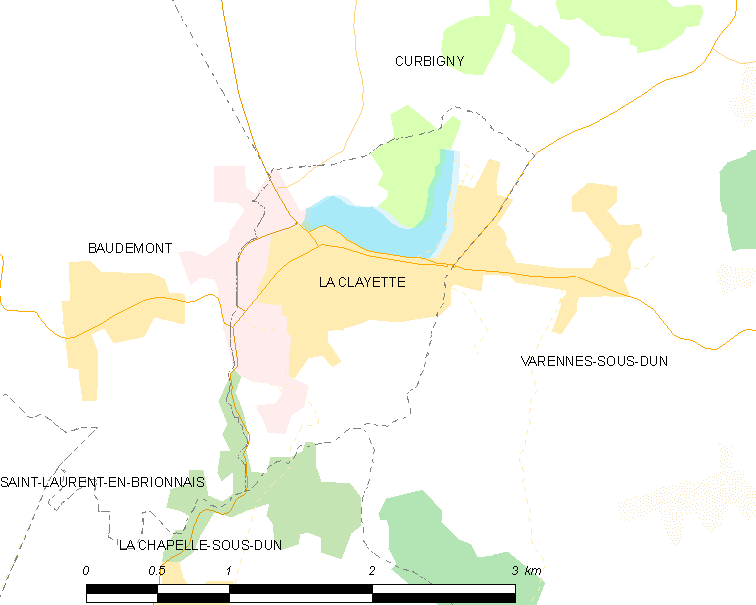
拉克莱特市镇范围地图

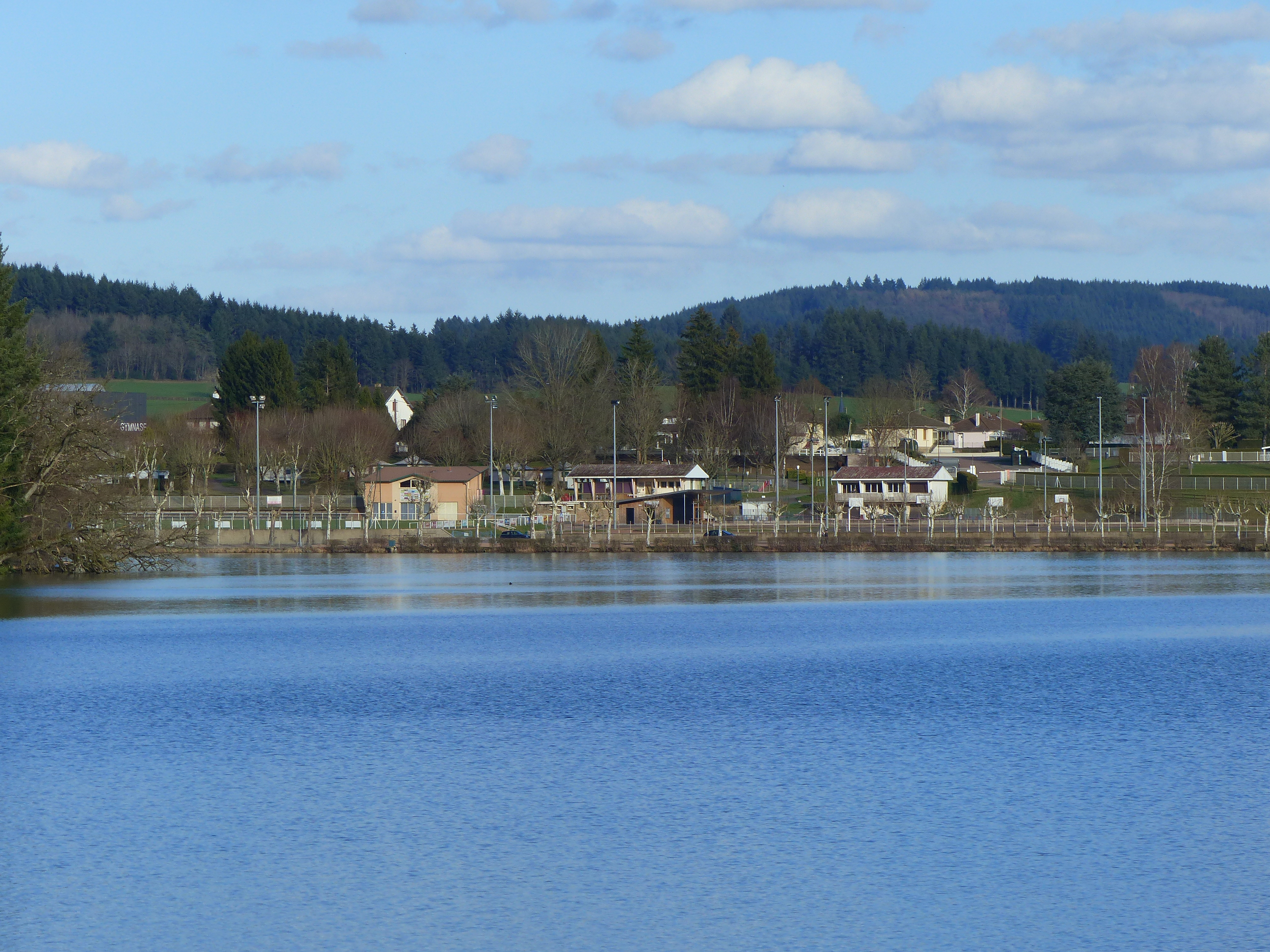
格朗湖

拉克莱特位于法国东部，勃艮第-弗朗什-孔泰大区南部和索恩-卢瓦尔省南部，距离省会马孔大约55公里。与拉克莱特接壤的市镇包括：屈尔比尼、博德蒙、拉沙佩勒苏丹和瓦雷讷苏丹。

### 地形
拉克莱特位于法国中央高原东北部，布里奥奈腹地，境内以浅丘为主，市镇中心自北向南略有抬升，整体地势较为平坦，全境海拔在336到437米之间。

### 水文
拉克莱特位于卢瓦尔河流域范围内，索尔南河 (卢瓦尔河支流)自东向西流经市镇南界，其右岸支流富尔诺溪（ruisseau du Fourneau）自北向南流经市区西部，格朗湖（Le Grand Étang）位于市区北部。

### 植被
拉克莱特属于温带阔叶混交林区，林地广泛分布于河流及湖泊附近。
在鲜花城市的评比中，拉克莱特被评为3星级鲜花城市。

### 气候
拉克莱特在柯本气候分类法中属于带有大陆性特征的温带海洋性气候（Cfb）。

## 行政区划
拉克莱特的市镇编号为71133，邮政编号为71800。
在行政管理方面，拉克莱特隶属于法国勃艮第-弗朗什-孔泰大区索恩-卢瓦尔省沙罗勒区；在地方选举方面，拉克莱特隶属于绍法耶县，其市镇范围全境被划入索恩-卢瓦尔省第二选区；在社会管理方面，拉克莱特是布里奥奈地区拉克莱特-绍法耶市镇公共社区的组成部分。
截至2023年9月，拉克莱特市镇范围内暂无任何城市敏感街区及城市政策优先街区。
法国国家统计与经济研究所（简称）在进行数据统计时，未将拉克莱特划入任何城市核心区（Unité urbaine）、城市区（Aire urbaine）及城市辐射区（Aire d'attraction）。此外，还将拉克莱特市镇整体看作一个“块区”（IRIS），以便于统计人口分布情况。

## 交通

### 公路
索恩-卢瓦尔省省道D79线、D193线、D985线和D987线在拉克莱特境内交汇。
2020年，63.4%的拉克莱特家庭拥有至少一辆私人汽车。2021年，拉克莱特境内共发生各类交通事故1起，造成1人重伤。
| 付费 | 37 |

| 马孔 | 56 |

| 沙罗勒 | 19 |

| 拉帕利斯 | 60 |

### 铁路

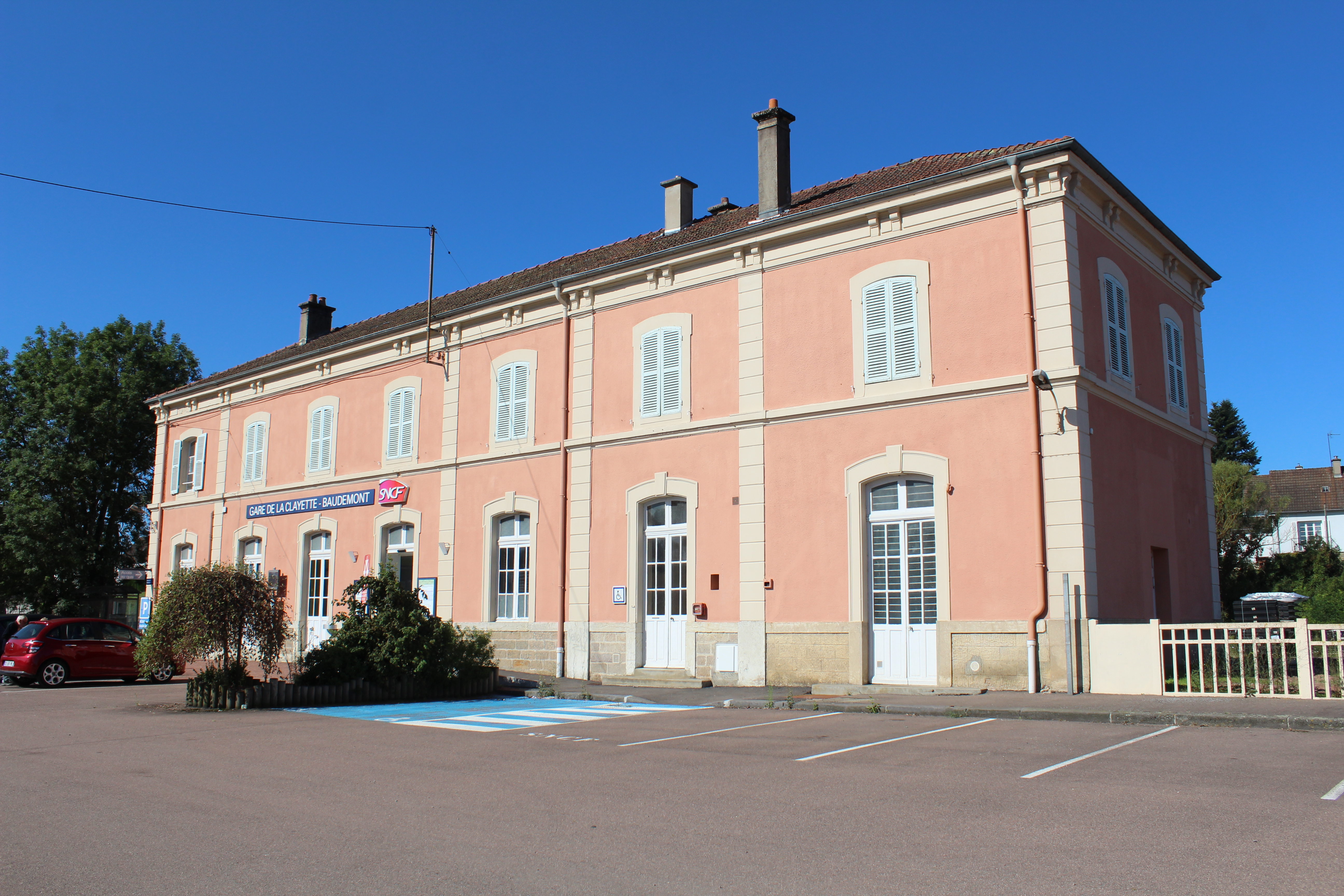
拉克莱特-博德蒙火车站的主站房

拉克莱特位于帕赖勒莫尼亚勒－日沃尔铁路上。拉克莱特-博德蒙站位于博德蒙市镇范围内，距离拉克莱特市区大约1公里，该站停靠往返于帕赖和里昂一线的区域列车，部分班次可直通图尔。

### 航空
距离拉克莱特最近的民用航空站为116公里外的里昂圣埃克絮佩里机场。

### 城市公共交通
截至2023年9月，拉克莱特暂无城市公共交通系统。

## 政治
拉克莱特的现任市长为克里斯蒂安·拉弗尼尔先生（Christian LAVENIR），他是一名无党派人士，在2020年的市政选举中获得了70.24%的支持率。
在2022年的法国总统大选中，法国第25任总统埃马纽埃尔·马克龙在拉克莱特获得了60.16%的支持率。

## 人口
2020年，拉克莱特市镇人口数量为1,639，在法国排名第6,495位。其中男性733人，女性906人，75岁及以上人口占18.4%，外籍人口数量为44人，人口密度为525人/平方公里，当地居民被称为（男性）或（女性）。2021年，拉克莱特境内出生10人，死亡人口39人。
| 拉克莱特1901年－2020年人口变化情况 |
|                                    |
| 数据来源：Cassini、INSEE           |

## 经济
拉克莱特是一个区域性的中心城市。截至2023年9月，拉克莱特市镇范围内共有各类用人单位（包含自雇）302家，平均历史为23年，其中98.86%为中小型企业（PME），2023年7月至9月间，当地的经济活力指数为0。（易爆品）、（易爆品）及（企业管理）是当地2021年营业额最高的三个企业，分别为6,855,863欧元、3,982,454欧元和445,156欧元。

## 财政与居民收入
2021年，拉克莱特的财政收入总额为1,963,160欧元，财政支出总额为1,584,650欧元，当年的债务总额为2,877,140欧元。2021年，拉克莱特市镇通过增值税获得230,350欧元的收入，此外当地还共获得了17,780欧元的国家直接财政补助。
2019年，拉克莱特的人均月收入总额为1,678欧元，低于法国平均水平（2,303欧元）。
2020年，拉克莱特境内的青壮年（15至64岁）失业率为12.4%；2022年，当地33.6%的家庭拥有纳税资格，平均纳税1,538欧元，低于法国平均水平（4,393欧元）。

## 社会事务

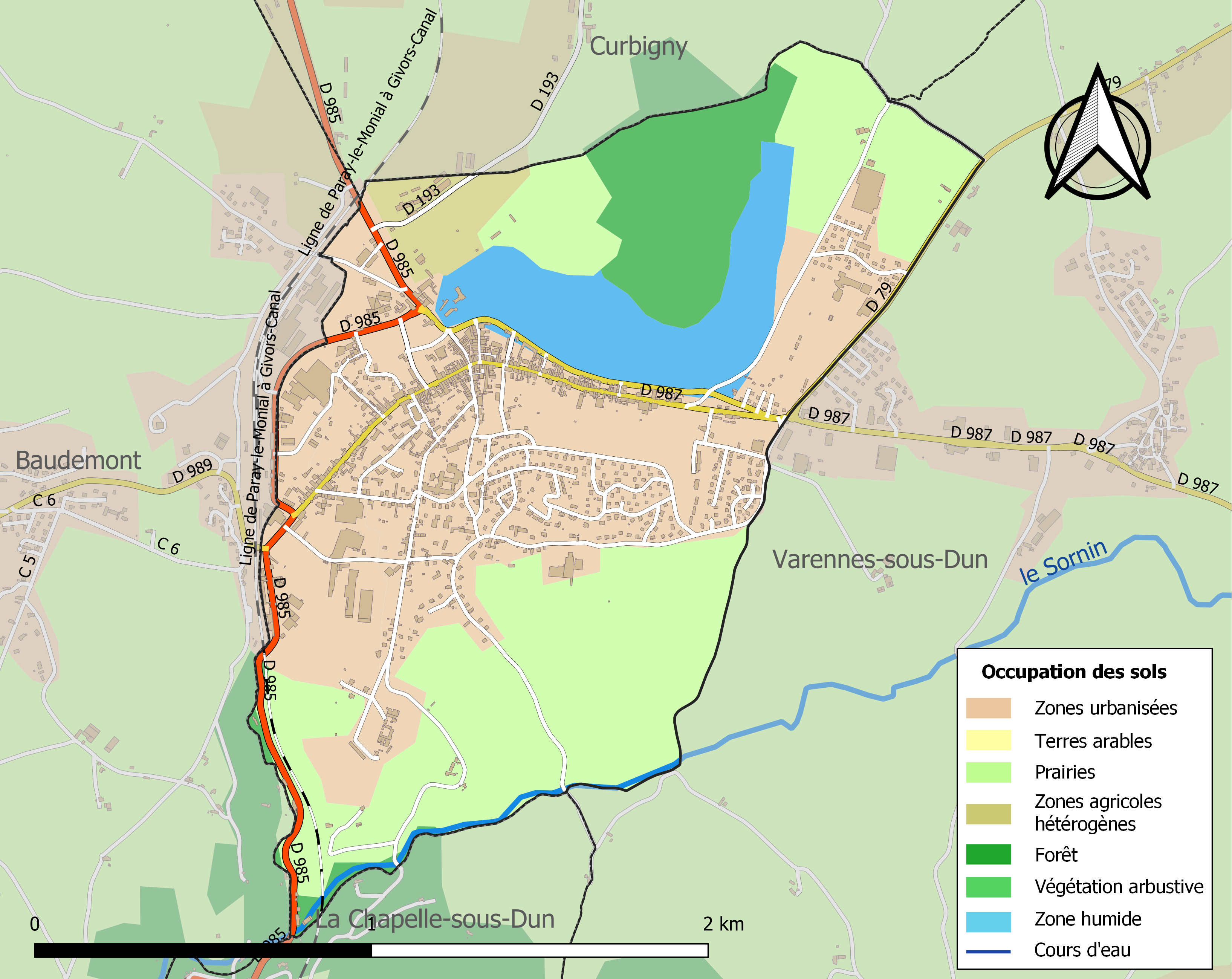
拉克莱特土地利用情况地图

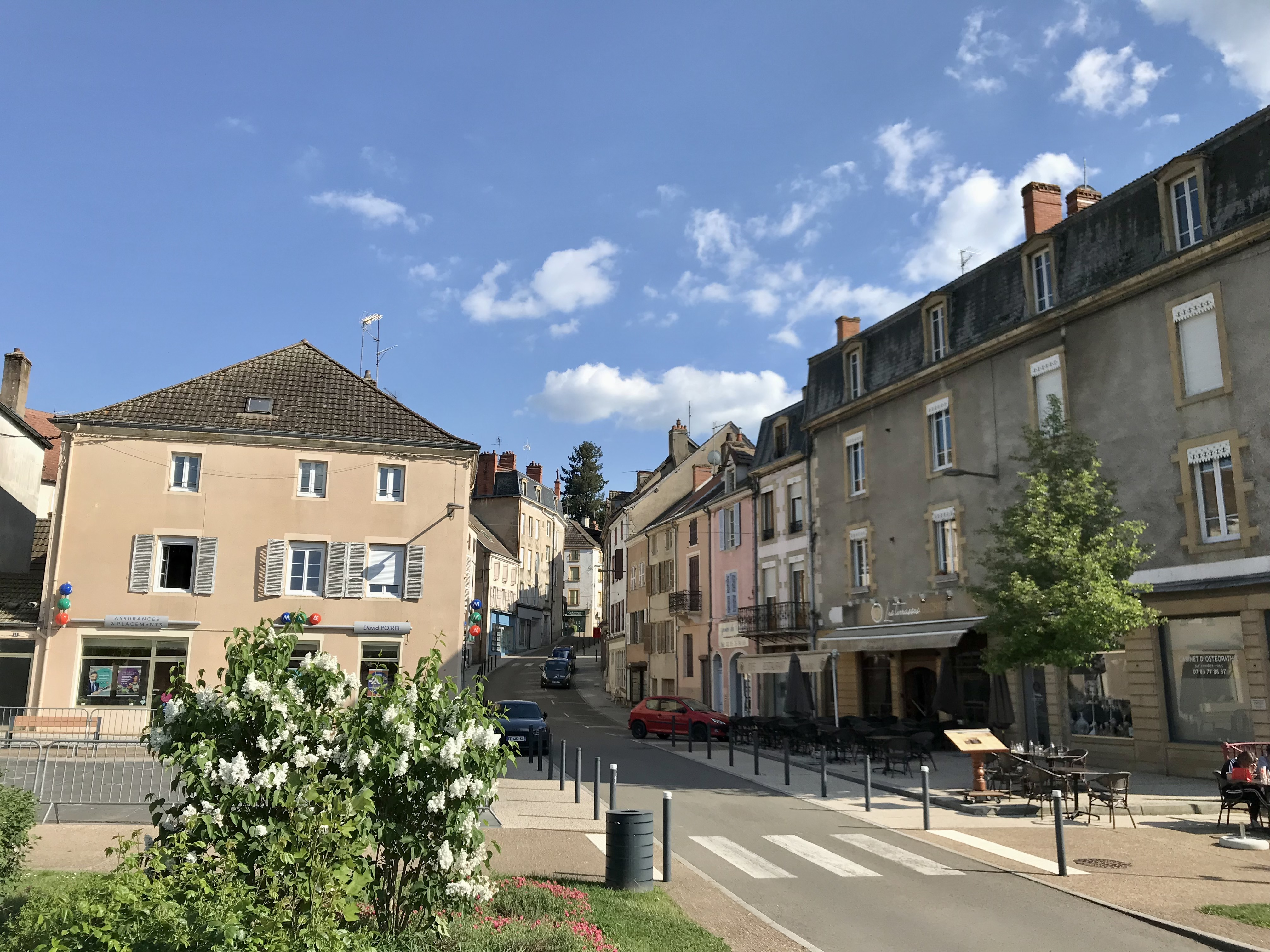
朗比多广场

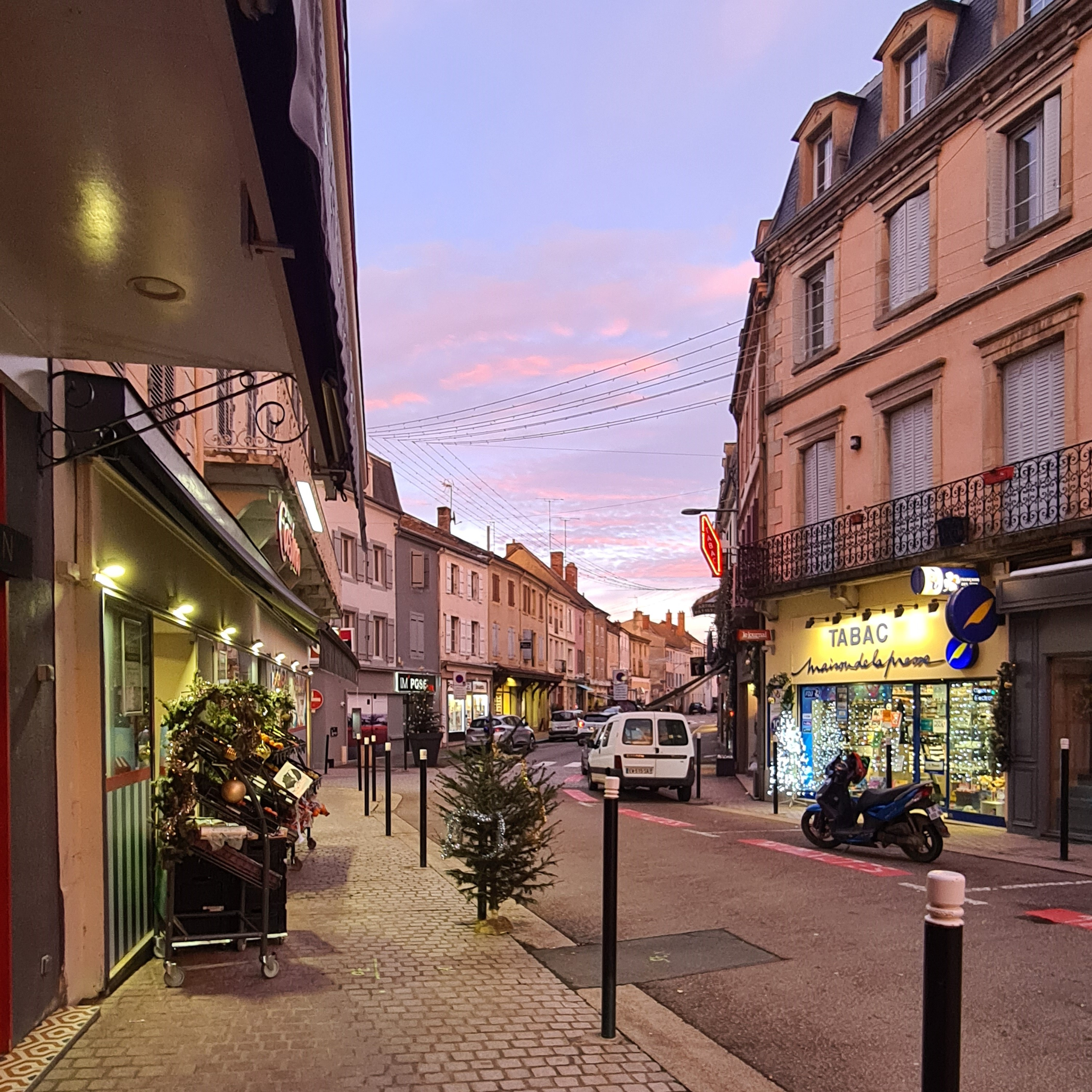
中央街两侧的商铺

### 教育
拉克莱特属于第戎学区。截至2021年1月1日，拉克莱特境内共有1所幼儿园、1所小学、1所初级中学和1所农业高中。2021至2022学年度，拉克莱特境内共有在校中等教育阶段学生208名。

### 医疗
截至2021年1月1日，拉克莱特境内共有全科医生6名、保健师5名、牙医2名、护士10名、药房2家。
距离拉克莱特最近的区域性医疗机构为沙罗勒-布里奥奈地区市际中心医院（Centre Hospitalier intercommunal du Pays Charolais Brionnais），其主病区位于帕赖勒莫尼亚勒，距离拉克莱特市区的正常车程大约28分钟，该院设有床位250个，是当地规模最大的公立综合性医院。

### 住房
2020年，拉克莱特境内共有各类住房1,127套，其中51.6%为独立式居民区，48.4%为集中式居民区。常住房屋占拉克莱特市镇范围内居民建筑总量的78.8%。
在住房保障政策方面，2022年，拉克莱特境内共有185户家庭获得了住房经济补助，受益人数占总人口数量的12.3%，其中180份为房租补助。

### 商业
2021年，拉克莱特境内共有各类实体商铺75家，其中餐厅8家、大型超市2家、面包房7家、书店3家、银行门店3家、美容美发店12家、汽车维修店4家。镇中心建有一家bi1便民超市，市区西南部建有Aldi购物商场。

### 体育
2021年，拉克莱特境内共有1家游泳池、2间体育馆、1座综合体育场、2处网球场、2处足球或橄榄球场以及1处篮球或排球场。
截至2023年9月，拉克莱特足球联合体育（Sports Réunis Clayettois Foot，编号500177）是拉克莱特境内唯一的一家注册足球俱乐部，该足球队成立于1908年，其主队2023至2024赛季参加勃艮第-弗朗什-孔泰大区足球联赛丙组（法国第八级别），其主场为市政球场（Stade Municipal）。

### 环境
拉克莱特的环境事务由其所属的布里奥奈地区拉克莱特-绍法耶市镇公共社区联合各级政府协调负责。2021年，拉克莱特境内暂无污染企业。

### 治安
2021年，拉克莱特市镇范围内有1处宪兵队。
拉克莱特及其附近的共132个市镇是沙罗勒国家宪兵队（zone gendarmerie de Charolles）的管辖范围。2020年，该宪兵队累计记录各类案件2,148起，其中盗窃类案件1,021起，经济类案件409起，毒品交易类案件95起。

## 文化

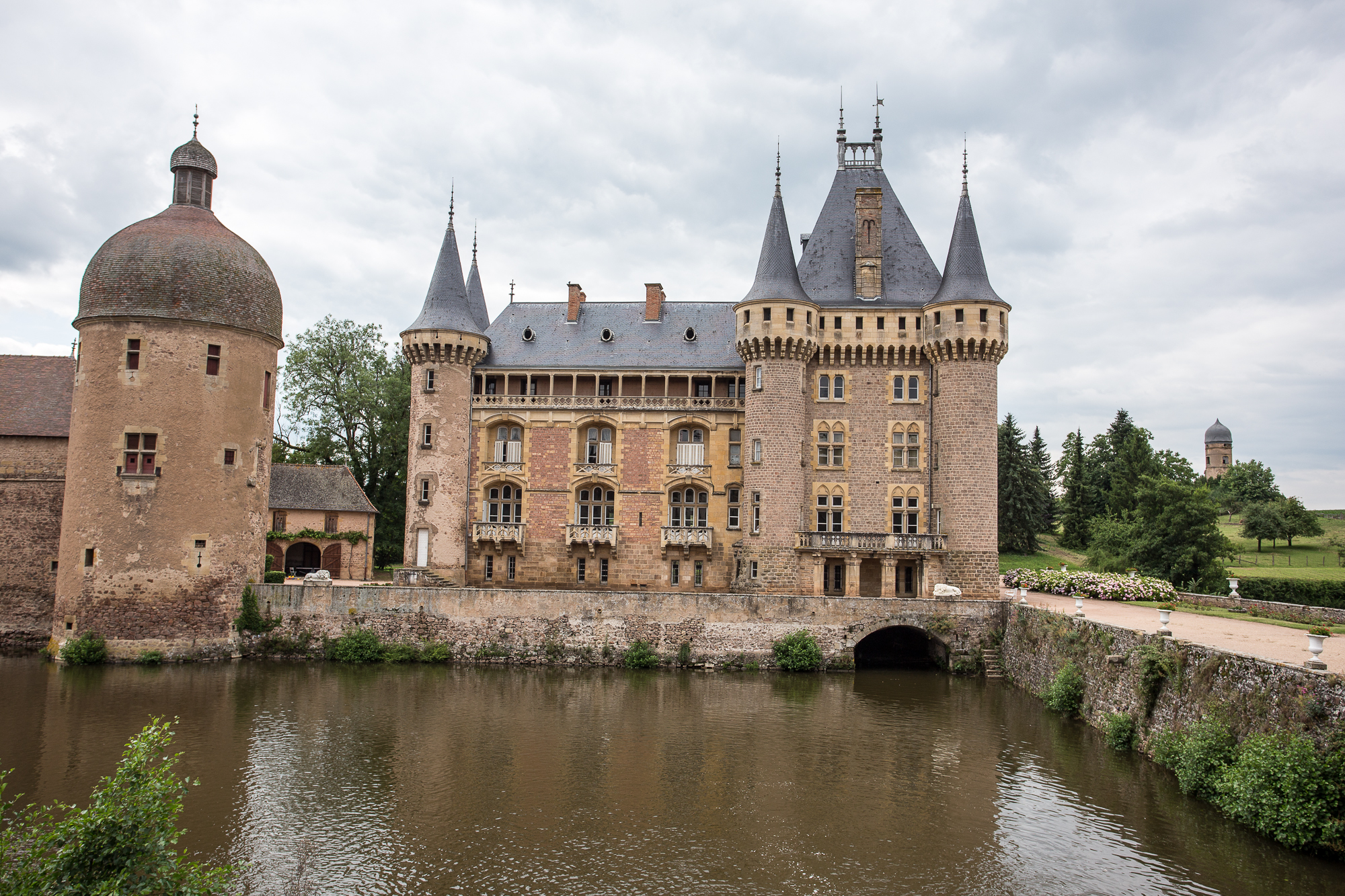
拉克莱特城堡

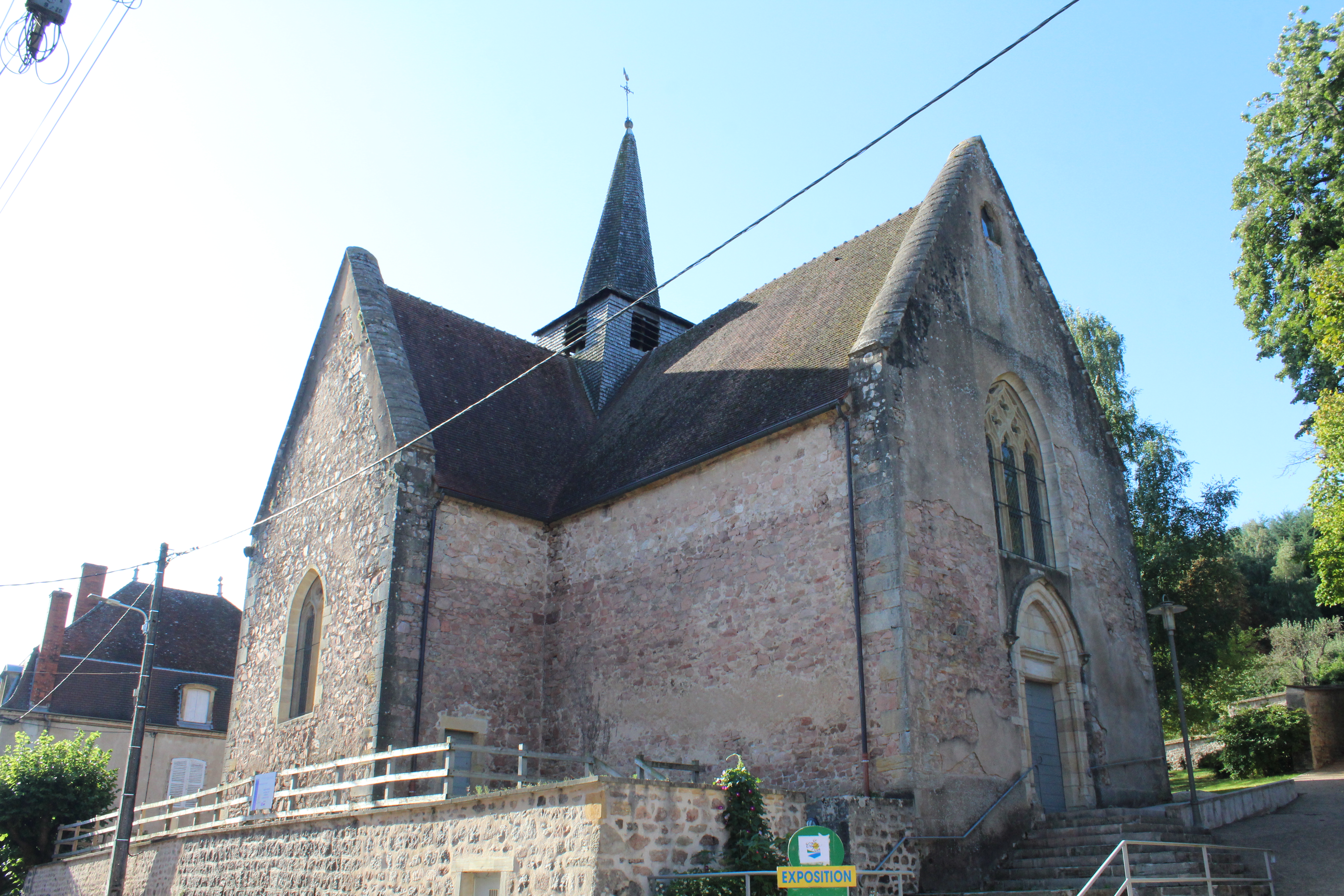
圣阿瓦小教堂

2021年，拉克莱特境内有1家电影院。拉克莱特境内建有“书区图书馆”（Bibliothèque Quartier Livres），每周二、三、五、六向公众开放。

### 建筑
拉克莱特境内有多处历史建筑，其中拉克莱特城堡、圣阿瓦小教堂等为法国国家文物保护单位。

### 旅游
拉克莱特的旅游事务由其所属的布里奥奈地区拉克莱特-绍法耶市镇公共社区负责。2023年，拉克莱特境内共有1家酒店共计10间房间；另有1个露营地，可容纳共91辆露营车。

### 媒体
法国主要的媒体均可在拉克莱特接收，法国电视三台下属的勃艮第-弗朗什-孔泰大区频道在部分时段播出拉克莱特所在索恩-卢瓦尔省的地方新闻。《索恩-卢瓦尔省日报》、蓝色法兰西勃艮第广播等是当地主要的地方性媒体。

## 相关人物
法国数学家安德烈·内龙出生于拉克莱特。

## 友好城市
截至2023年9月，拉克莱特共与两座城市建立了友好城市关系：
- 德国 格尔海姆
- 義大利 马拉诺埃阔